# Monika Hausammann
Pour les articles homonymes, voir Hausammann.
 (juillet 2021).
Monika Hausammann, née le 1974 à Berne, est une femme de lettres et journaliste suisse. Elle a écrit des livres  des nouvelles, thriller, des romans et de nombreux articles de magazines et de quotidiens.

## Biographie
Monika Hausammann a étudié l'économie Paris. Elle vit sur la côte atlantique française. Son thriller Ares: No Case for Carl Brun a fait la couverture des magazines Weltwoche et Schweizer Monat,,.

## Romans
- Le Ministre : Peu importe pour Carl Brun, LS Publisher, 2016,  (ISBN 978-3-93956243-6).
- Le Fonds : peu importe pour Carl Brun, LS Publisher, 2017,  (ISBN 978-3-93956277-1).
- La tentative d'assassinat : aucun cas pour Carl Brun, Éditions LS, 2019,  (ISBN 978-3-93956288-7).
- Ares : pas de cas pour Carl Brun, LS Verlag, octobre 2020,  (ISBN 978-3-94897102-1).